# Jonathan Penner
Jonathan Penner, né le 5 mars 1962 à New York, est un écrivain et acteur américain.

## Biographie
Jonathan Penner est surtout connu pour avoir tenu l'un des rôles principaux du film L'Ultime Souper (1995) et avoir fait partie de la distribution principale des séries télévisées Une fille à scandales (1995-96) et Rude Awakening (1998-2001). Il a également participé trois fois à l'émission de jeux Survivor en 2006, 2008 et 2012.
Il est marié avec la réalisatrice Stacy Title et le couple a deux enfants.

## Filmographie

### Cinéma
- 1989 : Brouilles et Embrouilles : Morris Codman
- 1990 : La Fièvre d'aimer (White Palace) de Luis Mandoki : Marv Miller
- 1992 : Amityville 1993 : Votre heure a sonné : Dr. Leonard Stafford
- 1993 : Dragon, l'histoire de Bruce Lee : le producteur du studio
- 1993 : Coneheads de Steve Barron : le contrôleur du trafic aérien
- 1995 : L'Ultime Souper : Luke
- 1996 : Touche pas à mon périscope : Spots
- 1999 : Let the Devil Wear Black : Jack Lyne
- 2006 : Hood of Horror de Stacy Title : Fowler
- 2017 : The Bye Bye Man de Stacy Title : Mr. Dazy (également scénariste)

### Télévision
- 1992 : Grapevine (en) (série télévisée, 6 épisodes) : David Klein
- 1993 : Melrose Place (série télévisée, saison 2 épisode 9) : Joel Walker
- 1993 : Une nounou d'enfer (série télévisée, saison 1 épisodes 1 et 20) : Danny Imperiali
- 1995-1996 : Une fille à scandales (série télévisée, 20 épisodes) : Nick Colombus
- 1998 : Seinfeld (série télévisée, saison 9 épisode 17) : Zach
- 1998-2001 : Rude Awakening (série télévisée, 55 épisodes) : Dave Parelli
- 2004 : Arrested Development (série télévisée, saison 1 épisode 21) : inspecteur Fellows
- 2004 : Les Experts (série télévisée, saison 5 épisode 1) : inspecteur Travis
- 2006 : DOS : Division des opérations spéciales (série télévisée, saison 1 épisode 15) : agent du FBI Jaffe
- 2006 : Les Experts : Manhattan (série télévisée, saison 2 épisode 20) : Newt Glick